# Jaume Llistosella Vidal
Jaume Llistosella Vidal (1955) és un micòleg i botànic català. Llicenciat en Biologia per la Universitat de Barcelona (UB), ha estat professor del Departament Biologia Evolutiva, Ecologia i Ciències Ambientals (UB) des de 1988 fins al 2024. Es doctorà per la mateixa Universitat amb l’estudi de les Russulals de Catalunya i de les Illes Balears. Ha treballat en diferents camps de la micologia, molt especialment en la taxonomia, sistemàtica, corologia i ecologia de les russulals (epigees i hipogees), i en el coneixement de la funga de Catalunya i de les Illes Balears. Són nombroses les seves aportacions referents al component fúngic d’ambients molt diversos, des dels prats alpins i les mulleres pirinenques, fins al dels ambients dunars litorals i mediterranis. Ha publicat nombrosos treballs científics i ha descrit diverses espècies de basidiomicots nous per a la ciència.
Ha format part de l’equip d’investigadors del projecte Flora Micológica Ibérica (Real Jardín Botánico de Madrid, CSIC) i del Grup de Recerca Consolidat de Criptogàmia (UB i Generalitat de Catalunya). El 2007 es va integrar en el grup d’investigadors de Funga Cultural Balear (FCB), amb els que continua treballant activament.
És el responsable del mòdul de fongs del Banc de Dades de Biodiversitat de Catalunya (Generalitat de Catalunya i UB) des de la seva creació el 1999. És membre de l’Institut de Recerca de la Biodiversitat (IRBio) de la UB i el responsable científic de la col·lecció de fongs de l’Herbari BCN, del Centre de Documentació de Biodiversitat Vegetal (CeDocBiV) de la UB,.
És soci fundador de la Societat Catalana de Micologia (SCM) i, des de fa anys, ha estat el vocal de publicacions, el secretari de redacció i l’editor de les publicacions de la SCM (Revista Catalana de Micologia i la col·lecció Bolets de Catalunya). Des de 2021 és també president de la Societat.
Ha estat membre i president de la Comissió Científica de la Confederació Europea de Micologia Mediterrània (CEMM, 1994-1996).
És autor o coautor de diversos llibres de divulgació científica, tant en l’àmbit de la micologia com en el de la botànica.

## Honors
En honor seu s'ha nomenat:
- Hygrocybe llistosellae Siquier, Salom & Planas (Hygrophoraceae, Basidiomycota)

## Premis
- Premi Pius Font i Quer de Botànica, de l’Institut d’Estudis Catalans, IEC (1999), pel treball: Russulals de Catalunya i de les Illes Balears.[9]
- Premi Divulgació Científica, de la Societat Catalana de Biologia, SCB-IEC (2016), pel llibre: Guia il·lustrada per a conèixer els arbres.[10]

## Obres

### Algunes publicacions en revistes
- Vidal, J.M. i altres; 2019. A phylogenetic and taxonomic revision of sequestrate Russulaceae in Mediterranean and temperate Europe. Persoonia, vol. 42.
- Llorens van Waveren, L.; Llistosella, J.; 2010. Entoloma trichomarginatum, a new species of subgenus Leptonia (Entolomataceae) from Spain. Mycotaxon, vol. 111(1).
- Moreau, P.-A. i altres; 2005. Hemimycena conidiogena, a new cistophilous basidiomycete. Mycotaxon, vol. 91.
- Moreno Arroyo, B.; Llistosella, J.; Romero de la Osa, L.; 2002. Gymnomyces sublevisporus (Russulales), una nueva especie de la región mediterránea. Revista Catalana de Micologia, vol. 24.
- Martín, M.P.; Högberg, N.; Llistosella, J.; 1999. Macowanites messapicoides, a hypogeous relative of Russula messapica. Mycological Research, vol. 103 (2).
- Llistosella, J; Vidal, J.M.; 1995. Due nuove specie di Russulales gasteroidi della regione mediterranea. Rivista di Micologia, 1995, vol. 2
- Llistosella, J.; Bellú, F.; 1996. Lactarius mediterraneensis, a new specie from mediterranean region. Mycotaxon, vol. 57.

### Llibres
- Llistosella, J. i Bernal, M. - Manual pràctic de botànica. Morfologia de les plantes vasculars. 2022 (2a edició, 2023). Edicions Universitat de Barcelona. ISBN 978-84-9168-826-6.
- Llistosella, J. i Sanchez-Cuxart, A. - Guia il·lustrada per a conèixer els arbusts i les lianes. 2020. Edicions Universitat de Barcelona. ISBN 978-84-9168-373-5.
- Llistosella, J. i Sanchez-Cuxart, A. - Guia il·lustrada per a conèixer els arbres. 2015 (4a edició, 2021). Edicions Universitat de Barcelona. ISBN 978-84-475-4244-4.
- Llistosella, J. i Sanchez-Cuxart, A. - L'Herbari: mates, herbes i falgueres. 2008 (2a edició, 2019). Edicions Universitat de Barcelona. ISBN 978-84-9168-298-1.
- Esteve-Raventos, F.; Llistosella, J. i Ortega, A. - Setas de la Península ibérica e Islas Baleares. 2007. Ed. Jaguar. ISBN 978-84-96423-38-1.
- Llistosella, J. i Sanchez-Cuxart, A. - Els arbres dels carrers de Barcelona. 2007. Edicions Universitat de Barcelona. ISBN 84-475-3138-4.
- Llistosella, J. i Sanchez-Cuxart, A. - L'Herbari; arbres, arbusts i lianes. 2004. Edicions Universitat de Barcelona. ISBN 978-84-8338-422-0.
- Rocabruna, A.; Llistosella, J. i Tabarés, M. - Bolets de la nostra terra. 2002. Fundació Catalana per la Recerca i Ed. Bustamente. ISBN 84-89775-24-9.
- Llistosella, J. - Russulals de Catalunya i de les Illes Balears. 1997. Universitat de Barcelona, Tesi Doctoral. ISBN 84-475-2089-7.
- Llistosella, J.; Rocabruna, A. i Tabarés, M. - Les amanites. 1997. Museu de Granollers-Ciències Naturals. ISBN 84-87790-27-5.
- Diversos autors - Fongs i líquens. Història Natural dels Països Catalans, vol. 5. 1991. Enciclopèdia Catalana. ISBN 84-7739-267-6.